# Volta a El Salvador
A Volta a El Salvador foram duas carreiras ciclistas profissionais por etapas, uma masculina e outra feminina que se disputavam em El Salvador.
Estas carreiras faziam parte de um evento ciclístico em onde também se disputam ou disputavam outras carreiras profissionais como Grand Prix de Santa Ana (2006-2008), Volta a Occidente (2008), Grand Prix GSB e Grand Prix El Salvador (desde 2012), Grand Prix de Oriente (desde 2013); além da mencionada masculina (entre 1964 e 1994 -com várias paragens intermediários- e entre 2004 e 2007).

## Cronología e descrição das provas

### Volta a El Salvador
A masculina é a mais antiga de todas já que se criou em 1964 e se disputou até 1994 ainda que teve várias paragens sendo o mais importante entre 1969 e 1972. Depois de uma grande paragem de 10 anos voltou a realizar-se desde 2004 até 2007 com a peculiaridade que desde a criação dos Circuitos Continentais da UCI em 2005 fez parte do UCI America Tour, dentro da categoria 2.2 (última categoria do profissionalismo).
A feminina foi criada em 2004 com o nome de Volta Ciclista Feminina a El Salvador para diferenciá-la da masculina. Em princípio foi amador mas cedo, em 2005, ascendeu ao profissionalismo dentro da categoria 2.1 (máxima categoria do profissionalismo para carreiras por etapas femininas). Em 2007 e 2008 baixou de categoria à 2.2 (última categoria do profissionalismo) e não se voltou a disputar até 2012 já com o nome actual sem o "acrescentado" de Ciclista Feminina -devido ao desaparecimento da prova masculina- e sem a preposição "a", seguindo estando na categoria 2.1 (ainda que em 2013, depois da introdução da categoria 2.hc, ficou num segundo degrau mas só nesse ano já que essa categoria superior só existiu nesse ano 2013). Em 2014 acrescentou-se-lhe a preposición "a" ao nome oficial.
Tem tido desde 3 etapas mais prólogo da sua primeira edição até 6 mais prólogo do 2006 e 7 das edições de 2008 e 2013. A suas datas têm ido variando ao longo das edições com a característica que quase sempre se disputou ou ao princípio da temporada (mês de março) ou a finais (mês de outubro) excepto em 2008 que se disputou em maio, com a intenção de atrair a corredoras importantes do pelotão internacional.

### Outras carreiras
Por sua vez, o resto de carreiras femininas foram criadas desde 2006, chegando a correr além da Volta a El Salvador até mais três em 2013.
A primeira foi o Grande Prêmio Santa Ana (oficialmente: Grand Prix de Santa Ana), carreira de um dia que se disputava no departamento de Santa Ana com um percurso em torno dos 94 km. Esta durou de 2006 ao 2008 sendo em 2006 e 2007 de categoria 1.2 (última categoria do profissionalismo) e ascendendo em sua última edição à 1.1. Disputou-se dois dias após a Volta a El Salvador em 2006 e um dia antes nas edições do 2007 e 2008.
Em 2008 surgiu a Volta a Occidente, que só teve essa única edição. Esta volta de 3 etapas mais prólogo passava pelos departamentos ocidentais de El Salvador: Ahuachapán, La Liberdade e Santa Ana. Começou-se a disputar dois dias após a Volta a El Salvador. Foi de categoria 2.2 (última categoria do profissionalismo).
Depois de não se correr a Volta a El Salvador até 2012 não teve mais carreiras destas características até dito ano com a criação do Grande Prêmio GSB (oficialmente: Grand Prix GSB) e o Grande Prêmio El Salvador (oficialmente: Grand Prix o Salvador). Estas não têm tido uma data fixa e têm ido variando se disputando mais dia menos dia da carreira principal com um ou inclusive dois dias de diferença. O Grande Prêmio GSB desde a sua criação pertence à categoria 1.1 e tem em torno dos 100 km entre Salvador del Mundo e Juayúa, seu nome deve-se ao patrocínio do complexo hoteleiro GSB Resort & SPA onde passa quilómetros antes da meta. O Grande Prêmio El Salvador também desde a sua criação pertence à categoria 1.1 e tem 93,2 km entre San Salvador e final em alto em Zaragoza.
Por último em 2013 criou-se o Grande Prêmio de Oriente (oficialmente: Grand Prix de Oriente) que se disputa um dia antes da Volta a El Salvador. É de categoria 1.2 (última categoria do profissionalismo) e tem 99 km entre San Salvador e Berlin.

## Palmarés

### Volta a El Salvador masculina
Em amarelo: edição amador.
| Ano                                    | Ganhador                | Segundo                 | Terceiro              |
| Volta Ciclista Masculina a El Salvador |                         |                         |                       |
| -------------------------------------- | ----------------------- | ----------------------- | --------------------- |
| 1964                                   | Armando Paniagua        |                         |                       |
| 1965                                   | Juan José Pontaza       |                         |                       |
| 1966-1967                              | Não se disputou         | Não se disputou         | Não se disputou       |
| 1968                                   | Julio Patricio Merino   |                         |                       |
| 1969-1972                              | Não se disputou         | Não se disputou         | Não se disputou       |
| 1973                                   | Francisco Antonio Funes |                         |                       |
| 1974                                   | Fernando Moreno         | Juan Martín Escoto      | Mauricio Hernández    |
| 1975                                   | Pedro Acu Tura          |                         |                       |
| 1976                                   | Não se disputou         | Não se disputou         | Não se disputou       |
| 1977                                   | Arquimedes Jaén         |                         |                       |
| 1978                                   | Não se disputou         | Não se disputou         | Não se disputou       |
| 1979                                   | Roberto López           |                         |                       |
| 1980                                   | Não se disputou         | Não se disputou         | Não se disputou       |
| 1981                                   | Gregorio Rodríguez      |                         |                       |
| 1982                                   | Carlos Aguilar          |                         |                       |
| 1983                                   | Rafael Ernesto Chávez   |                         |                       |
| 1984                                   | Arsenio Chaparro        |                         |                       |
| 1985                                   | Héctor Patarroyo        |                         |                       |
| 1986                                   | Julio Carlos Morais     |                         |                       |
| 1987                                   | Jorge Landaverde        |                         |                       |
| 1988                                   | Luis Alfredo Pérez      | José Domingo Gaitan     | Carlos Samora         |
| 1989                                   | Jair Bernal             | Omar Trompa             | Daniel Vargas         |
| 1990                                   | Marcos Wilches          | Alan Ugalde             | Victor Cardona        |
| 1991                                   | Luis Fernando Lara      | Carlos Luis Palácios    |                       |
| 1992                                   | José Daniel Bernal      | Jairo Pérez             | Serguéi Sujoruchenkov |
| 1993                                   | Luis Germán Cárdenas    | Marvin Escalante        | Sergio Escobar        |
| 1994                                   | Fredy Núñez             |                         |                       |
| 1995-2003                              | Não se disputou         | Não se disputou         | Não se disputou       |
| 2004                                   | Carlos Enrique Avalos   | Jorge Alberto Contreras | Óscar Álvarez         |
| 2005                                   | Cameron Hughes          | Paulo Vélez             | Manuel Rodas          |
| 2006                                   | Gregorio Ladino         | Libardo Niño            | Francisco Colorado    |
| 2007                                   | Wilson Zambrano         | Christian Meier         | Bernardo Colex        |

### Volta a El Salvador feminina
Em amarelo: edição amador.
| Ano                                   | Ganhadora          | Segunda              | Terça             |
| Volta Ciclista Feminina a El Salvador |                    |                      |                   |
| ------------------------------------- | ------------------ | -------------------- | ----------------- |
| 2004                                  | Evelyn García      | Tanja Schmidt-Hennes | Sigrid Corneo     |
| 2005                                  | Edita Pucinskaite  | Evelyn García        | Sigrid Corneo     |
| 2006                                  | Aimee Vasse        | Marta Vilajosana     | Grace Fleury      |
| 2007                                  | Evelyn García      | Tatiana Stiajkina    | Jeannie Longo     |
| 2008                                  | Tatiana Stiajkina  | Marianne Vos         | Maribel Moreno    |
| 2009-2011                             | Não se disputou    | Não se disputou      | Não se disputou   |
| Volta El Salvador                     |                    |                      |                   |
| 2012                                  | Clemilda Fernandes | Tatiana Guderzo      | Evelyn García     |
| 2013                                  | Noemi Cantele      | Alena Amialiusik     | Sérika Gulumá     |
| Volta a El Salvador                   |                    |                      |                   |
| 2014                                  | Mara Abbott        | Alena Amialiusik     | Olga Zabelinskaya |

### Grande Prêmio de Santa Ana
| Ano  | Ganhadora         | Segunda           | Terça        |
| ---- | ----------------- | ----------------- | ------------ |
| 2006 | Olivia Gollan     | Liza Rachetto     | Grace Fleury |
| 2007 | Tatiana Stiajkina | Evelyn García     | Edwige Pitel |
| 2008 | Marianne Vos      | Tatiana Stiajkina | Alona Andruk |

### Volta a Occidente
| Ano  | Ganhadora    | Segunda           | Terça          |
| ---- | ------------ | ----------------- | -------------- |
| 2008 | Marianne Vos | Tatiana Stiajkina | Maribel Moreno |

### Grande Prêmio GSB
| Ano  | Ganhadora          | Segunda          | Terça            |
| ---- | ------------------ | ---------------- | ---------------- |
| 2012 | Evelyn García      | Arlenis Sierra   | Alena Amialyusik |
| 2013 | Clemilda Fernandes | Alena Amialyusik | Noemi Cantele    |
| 2014 | Olga Zabelinskaya  | Alena Amialyusik | Mara Abbott      |

### Grande Prêmio El Salvador
| Ano  | Ganhadora        | Segunda           | Terça             |
| ---- | ---------------- | ----------------- | ----------------- |
| 2012 | Noemi Cantele    | Tatiana Guderzo   | Amber Neben       |
| 2013 | Silvia Valsecchi | Marcia Fernandes  | Martina Ruzickova |
| 2014 | Alena Amialyusik | Olga Zabelinskaya | Mara Abbott       |

### Grande Prêmio de Oriente
| Ano  | Ganhadora     | Segunda             | Terça              |
| ---- | ------------- | ------------------- | ------------------ |
| 2013 | Noemi Cantele | Lorena María Vargas | Clemilda Fernandes |
| 2014 | Mara Abbott   | Flavia Oliveira     | Sharon Laws        |

## Palmarés por países

### Palmarés dos troféus por países
| País        | Vitórias |
| ----------- | -------- |
| Colômbia    | 10       |
| El Salvador | 7        |
| Guatemala   | 4        |
| México      | 1        |
| Panamá      | 1        |
| Cuba        | 1        |
| Austrália   | 1        |

| País           | Vitórias |
| -------------- | -------- |
| El Salvador    | 2        |
| Estados Unidos | 2        |
| Lituânia       | 1        |
| Ucrânia        | 1        |

| País          | Vitórias |
| ------------- | -------- |
| Austrália     | 1        |
| Ucrânia       | 1        |
| Países Baixos | 1        |

| País          | Vitórias |
| ------------- | -------- |
| Países Baixos | 1        |

| País        | Vitórias |
| ----------- | -------- |
| El Salvador | 1        |
| Brasil      | 1        |
| Rússia      | 1        |

| País         | Vitórias |
| ------------ | -------- |
| Itália       | 2        |
| Bielorrússia | 1        |

| País           | Vitórias |
| -------------- | -------- |
| Itália         | 1        |
| Estados Unidos | 1        |